# Jagt

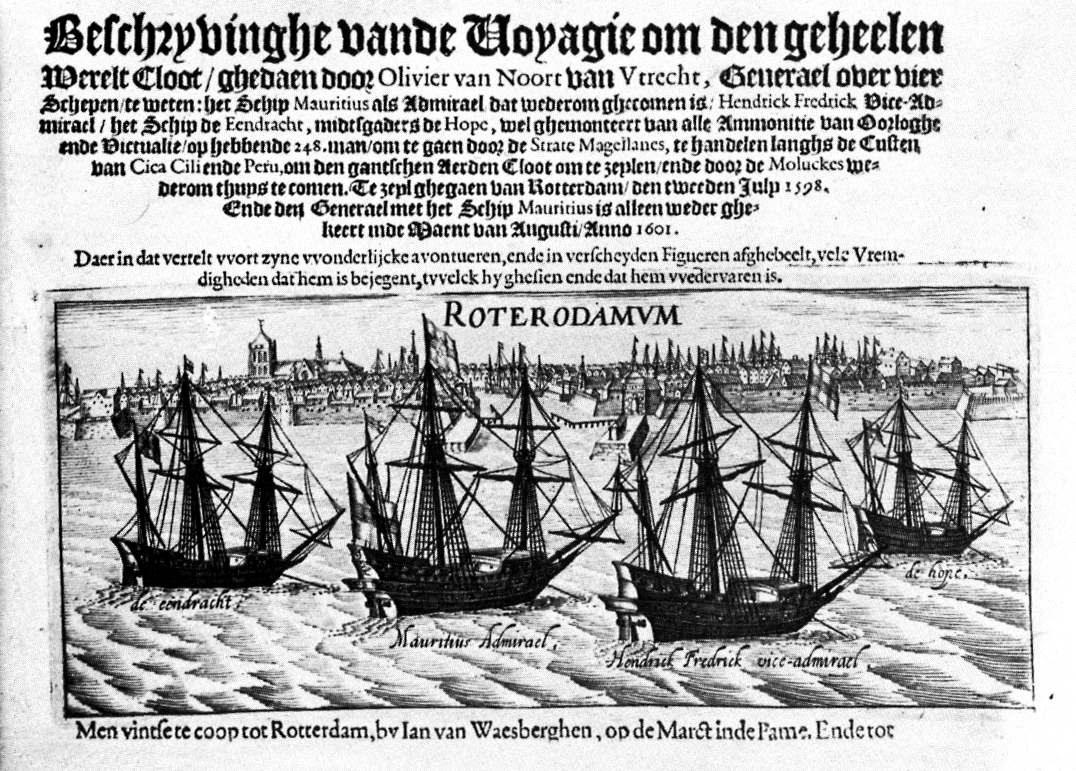
Die Schiffe Eendrach und Hoop wurden als Jachten bezeichnet

Eine Jagt, auch Jaghd, bezeichnete im 16. und 17. Jahrhundert einen dreimastigen niederländischen Segelschiffstyp mit rahgetakeltem Fock- und Großmast. Der Besanmast war schratgetakelt.

## Name
Der Name leitet sich vom niederländischen Wort jagen (= jagen, verfolgen) ab.
Von dem Begriff Jagt leitete sich wiederum der heute gebräuchliche Terminus Yacht ab, nachdem der englische Yachtbau eine führende Position eingenommen hatte.

## Geschichte
Im späteren 17. Jahrhundert wurden kleine einmastige Jagten für den Verkehr auf den engen niederländischen Kanälen, Flüssen und Küstengewässern entwickelt. Sie waren meist Gaffel-, Rah-, Stagsegel getakelt und hatten oft Seitenschwerter, um auf Am-Wind- und Halbwindkursen die Abdrift zu verringern und die flachen Gewässer befahren zu können.

## Bekannte Jagten
Zu den bekanntesten Jagten gehören u. a. die folgenden Schiffe:
- De halve Maen (1608)
- Mayflower (um 1620)
- Bezan (um 1660)
- Mary (um 1660)
- Grönland (1867)